# Lew Wołodarski
Lew Mordkowicz Wołodarski (ros. Лев Мо́рдкович Волода́рский, ur. 28 marca 1911 w Ostropolu, zm. 11 maja 1989 w Moskwie) – radziecki urzędnik, polityk i działacz partyjny.

## Życiorys
Urodzony w żydowskiej rodzinie robotniczej, od 1926 był sekretarzem odpowiedzialnym kolektywu Komsomołu w 1 szkole radzieckiej Leningradu, w 1934 ukończył Leningradzki Instytut Inżynieryjno-Ekonomiczny. Kierownik grupy pracy fabryki "Elektrik" w Leningradzie, później starszy inżynier-ekonomista, później szef oddziału Leningradzkiego Obwodowego Zarządu Przemysłu Lokalnego, od 1938 zastępca przewodniczącego Leningradzkiej Obwodowej Komisji Planowej, od 1939 członek WKP(b), od 1940 pełnomocnik Gospłanu ZSRR w Leningradzie i obwodzie leningradzkim. Od 1942 zastępca szefa, następnie szef Departamentu Gospłanu ZSRR, od 1948 zastępca szefa Centralnego Zarządu Statystycznego ZSRR, od 1953 główny redaktor Gosstatizdata, od 1955 szef Zarządu Statystyki Przemysłowej Centralnego Zarządu Statystycznego ZSRR. Od 1956 zastępca, od 1967 I zastępca szefa, a od sierpnia 1975 do grudnia 1985 szefa Centralnego Zarządu Statystycznego ZSRR, następnie na emeryturze. Deputowany do Rady Najwyższej ZSRR X i XI kadencji. Od 1962 doktor nauk ekonomicznych, od 1964 profesor. W latach 1976–1981 zastępca członka, a w latach 1981-1986 członek KC KPZR. Pochowany na Cmentarzu Wagańkowskim w Moskwie.

## Odznaczenia
- Order Lenina
- Order Czerwonego Sztandaru Pracy (dwukrotnie)
- Order Przyjaźni Narodów
- Order Czerwonej Gwiazdy
- Order „Znak Honoru” (dwukrotnie)